# Трговински рат
Трговински рат се односи на две или више суверене државе које подижу или стварају тарифе или друге трговинске баријере међусобно као одговор на друге трговинске баријере. Превелики протекционизам изазива код држава тежњу да постану више самодовољне.
Неки економисти се слажу да одређене економске протекције су скупље него друге, јер је већа вероватноћа да започну трговински рат. На пример, ако би земља подигла тарифе, онда би друга земља као одговор на тај поступак такође подигла тарифе. Али то би довело до раста субвенција што некада може бити тешко, јер на пример многе сиромашне земље немају способност да дају субвенције. Такође, то значи да су сиромашне земље рањивије неголи богате у трговинском рату; стварајући заштиту од дампинга јефтиних производа, влада ризикује да производ буде превише скуп за њихове грађане. 

## Листа трговинских ратова

### Пре 20. века
- Англо-шпански ратови (1568–1807)
- Англо-француски ратови (1100–1815)
- Англо-холандски поморски ратови (1652–1784)
- Опијумски ратови (1839–1860)

### 20. век
- Спорови између Јапана и Кореје (1876–1945)
- Ратови банана (1898–1934)
- Смут-Хавлеијев закон о тарифи (1930), закон Сједињених Држава који спроводи протекционистичку трговинску политику
- Англо-ирски трговински рат (1932–1938)
- Пилећи рат (1960-их), САД против Европске економске заједнице

### 21. век
- Контроверза говеђег хормона (Говеђи рат) (1989–2008)
- Спор о трговини лососом између Канаде и Аустралије (1995–2000)
- Јапански трговински спорови за звучне снимке (1996–1997)
- Спор око памука између Бразила и Сједињених Држава (2002–2014)
- Трговински спор између САД и Мексика – одлагање лимова и котура од нерђајућег челика (2006–2009)
- ЕЦ-ИТ спор око производа (2008–2010)
- Млечни рат (2009)
- Трговински рат око генетски модификоване хране (2010–2011)
- Трговински спор између Јужноафричке Републике и Бразила смрзнутом пилетином (2012)
- Спор између Аргентине и Сједињених Држава око лимуна (2012)
- Руски ембарго на украјинску робу (2013-данас)
- Спор о трговини шећерном трском између Мексика и Сједињених Држава (2014.)
- Трговински спор ретких земаља (2012–2015)
- Прве Трампове тарифе (трговински спор између САД и Канаде 2018.)
- Трговински спор између Јапана и Јужне Кореје (2019–2023)
- Случај ГАТТ туна-делфин, део већег трговачког рата за туну (1970-те – данас)
- Спор око меког дрвета између Канаде и Сједињених Држава (1982-данас)
- Спор око сома САД против Вијетнама (2001 – данас)
- Трговински рат Аустралије и Кине, (2017/18 – данас)
- Трговински рат Кине и Сједињених Држава (2018-данас)
- Друге Трампове тарифе (2025-данас)
- 2025 Трговински рат САД-Канада-Мексико